# Tawny Cypress
Tawny Cypress (Point Pleasant, 8 agosto 1976) è un'attrice statunitense.

## Biografia
Sua madre è ungaro-tedesca e il padre è afroamericano. Ha interpretato il personaggio di Simone Deveaux nella serie TV Heroes. È apparsa in vari spettacoli televisivi e teatrali, ha interpretato anche Ginger LeBeau (un ufficiale di polizia che soffre per le conseguenze dell'uragano Katrina) nelle serie TV K-Ville e Cherie Rollins-Murray nella serie Unforgettable.

## Filmografia

### Cinema
- Autumn in New York, regia di Joan Chen (2000)
- Bella, regia di Alejandro Gómez Monteverde (2006)
- World Trade Center, regia di Oliver Stone (2006)
- Brooklyn's Finest, regia di Antoine Fuqua (2009)

### Televisione
- NYPD - New York Police Department (NYPD Blue) – serie TV, episodio 7x02 (2000)
- Squadra emergenza (Third Watch) – serie TV, 7 episodi (2000-2005)
- 100 Centre Street – serie TV, 6 episodi (2001-2002)
- Law & Order: Criminal Intent – serie TV, episodio 2x18 (2003)
- La valle dei pini (All My Children) – serie TV, 5 episodi (2003)
- Heroes – serie TV, 14 episodi (2006-2007)
- Law & Order - Unità vittime speciali (Law & Order: Special Victims Unit) – serie TV, episodio 9x15 (2008)
- Army Wives - Conflitti del cuore (Army Wives) – serie TV, episodi 2x09–2x10 (2008)
- Rescue Me – serie TV, 5 episodi (2009)
- Warehouse 13 (WareHouse 13) – serie TV, episodio 2x04 (2010)
- Blue Bloods – serie TV, episodio 3x07 (2012)
- The Good Wife – serie TV, episodio 4x01 (2012)
- House of Cards - Gli intrighi del potere (House of Cards) – serie TV, episodi 1x05-1x07-1x11-1x13 (2013)
- Elementary – serie TV, episodio 1x13 (2013)
- Unforgettable – serie TV, 26 episodi (2013-2015)
- The Blacklist – serie TV, episodi 3x17–3x20–3x22 (2016)
- Supergirl – serie TV, episodi 1x11-1x16 (2016)
- The Blacklist: Redemption – serie TV, 7 episodi (2017)
- NCIS: New Orleans – serie TV, episodio 4x03 (2017)
- Bull – serie TV, episodio 3x03 (2018)
- FBI – serie TV, episodio 1x10 (2018)
- Lincoln Rhyme - Caccia al collezionista di ossa (Lincoln Rhyme: Hunt for the Bone Collector) – serie TV, 5 episodi (2020)
- Yellowjackets – serie TV (2021-in corso)
- The Equalizer - serie TV, episodio 2x13 (2022)

## Doppiatrici italiane
Nelle versioni in italiano delle opere in cui ha recitato, Tawni Cypress è stata doppiata da:
- Laura Lenghi in The Blacklist, The Blacklist: Redemption
- Silvia Tognoloni in 100 Centre Street
- Giò Giò Rapattoni in Heroes
- Alessandra Cassioli in Blue Bloods
- Patrizia Burul in Unforgettable
- Benedetta Degli Innocenti in House of Cards
- Sabrina Duranti in NCIS: New Orleans
- Emanuela Baroni in Billions
- Giuppy Izzo in Lincoln Rhyme - Caccia al collezionista di ossa
- Laura Romano in Yellowjackets